# هنري يوجين آبي
هنري يوجين آبي (بالإنجليزية: Henry Eugene Abbey)‏ هو رائد أمريكي، ولد في 27 يونيو 1846 في آكرون في الولايات المتحدة، وتوفي في 17 أكتوبر 1896 في نيويورك في الولايات المتحدة.